# Aure-et-Saint-Girons
Pour les articles homonymes, voir Aure, Saint-Girons et Casta.
L'Aure-et-Saint-Girons est une race bovine française à très faible effectif faisant l'objet d'un programme de sauvegarde. La dénomination locale « Casta » fait référence à la couleur châtain de la robe, proche de celle de la châtaigne (« castagne » en occitan).

## Origines et positionnement ethnique

Bovins ressemblant à des casta à Luzenac en 1902.

La race Casta, ou race d'Aure et Saint-Girons, est la race bovine qui était traditionnellement élevée dans la partie centrale de la chaîne des Pyrénées, du Haut Couserans en Ariège, au Col d'Aspin dans les Hautes-Pyrénées. Une ressemblance évoquée par certains avec la race espagnole Albère (qui, elle, a les muqueuses noires), suggère que l'Aure-et-Saint-Girons pourrait être issue d'un même groupe élevé de part et d'autre des Pyrénées. Il semble en effet qu'elle ait été présente dans la partie des Pyrénées espagnoles comprises entre la Val d'Aran et la Cerdagne, où une race disparue au cours du XXe siècle, dite Mascarde, correspond à sa description.
Le zootechnicien André Sanson, en 1888, auteur d'une classification de races et variétés dont on ne cite plus que les regroupements opérés (voir ce qui en est dit dans l'article sur la Lourdaise) la range à côté de la Gasconne à cocarde du Gers appelée depuis la Mirandaise, de la Schwytz et de la Tarentaise, en tant que variété de ce qu'il appelle la « race des Alpes ». À l'opposé, Sanson identifiait la Carolaise, race voisine à l'est de l'Ariège et dans les Pyrénées orientales, devenue depuis la Gasconne à muqueuses noires (Gasconne des Pyrénées), comme une variété de ce qu'il appelait la race bovine ibérique, tout en mentionnant l'existence de métissage sur la zone de chevauchement des aires géographiques. Ces détails qui recoupent ce qui est dit plus haut à propos de l'Albère, autre variante locale du rameau ibérique, éclairent peut être la spécificité de l'Aure et Saint Girons sur le plan des aptitudes : un potentiel laitier allié à de la robustesse en tant qu'animal de travail, une petitesse du format et de la vivacité comportementale.
L'hétérogénéité d'une aire géographique couvrant l'Ariège, le sud de la Haute-Garonne et débordant dans les Hautes-Pyrénées jusqu'à côtoyer la Lourdaise en vallée de Campan, a contribué à créer des types valléens au sein de la race. On distinguait plus particulièrement, d'une part la variété Saint-Gironnaise, la plus représentative car réputée bonne laitière, présente en Ariège et dans le sud de la Haute-Garonne (cantons de Saint-Béat, Aspet, et Bagnères-de-Luchon) et, d'autre part, la variété Auroise, plus charpentée et utilisée pour la traction animale, notamment grâce à l'élevage de bœufs de travail.

### La Saint-Gironnaise
Le Couserans est considéré comme le berceau de la Saint-Gironnaise. Selon les termes employés par le géographe Michel Chevalier en 1956, « la première description de la Saint-Gironnaise nous en est donnée en 1826. Mais c'est seulement vers 1860, sous l'impulsion d'Oscar de Bardies, maire d'Oust, que la race sera définitivement individualisée et que l'on cherchera à en conserver le type ; il faudra attendre 1902, presque le moment de sa disparition (sic) pour qu'on en établisse enfin le standard ». Cette chronologie étalée sur la deuxième moitié du XIXe siècle et le début du XXe, (reconnaissance de la race, définition du type ethnique, début de sélection) n'est pas particulière à la Saint-Gironnaise. Elle correspond à la période de reconnaissance de toutes les races animales en France. Michel Chevalier poursuit toujours à propos de la Saint-Gironnaise : « C'est par excellence l'animal des montagnes pauvres et escarpées du Couserans. Aussi rustique que la Gasconne, sa petite taille : 300 kg et 1,20 m de haut d'après le "standard (la Saint-Gironnaise de montagne ressemble parfois à une grosse chèvre) et son agilité lui permettent d'aborder des escarpements interdits à sa voisine. Cette petite vache à la robe sombre et unie n'a guère d'extérieur avec son gros ventre, ses membres grêles, son poil bourru (« livrée d'ours »). Mais nerveuse et bonne marcheuse, c'est une bonne bête de travail, bien adaptée à la rudesse des pentes et aux labours en sols légers : c'est surtout une excellente laitière, la meilleure des Pyrénées avec la Lourdaise ». Cette description fournie par un géographe est, physiologiquement, celle d'animaux consommant des fourrages grossiers (gros ventre) et soumis à de fortes contraintes thermiques (poil bourru).

## Morphologie et robe
La Casta a une robe châtain, tirant plus ou moins, selon les individus, sur le gris ou le brun. Les muqueuses sont dépigmentées. Les cornes sont en lyre basse. Elle est de taille moyenne, 135 cm au garrot, et pèse 500-600 kg pour la vache et 800-900 kg pour le taureau.

## Aptitudes

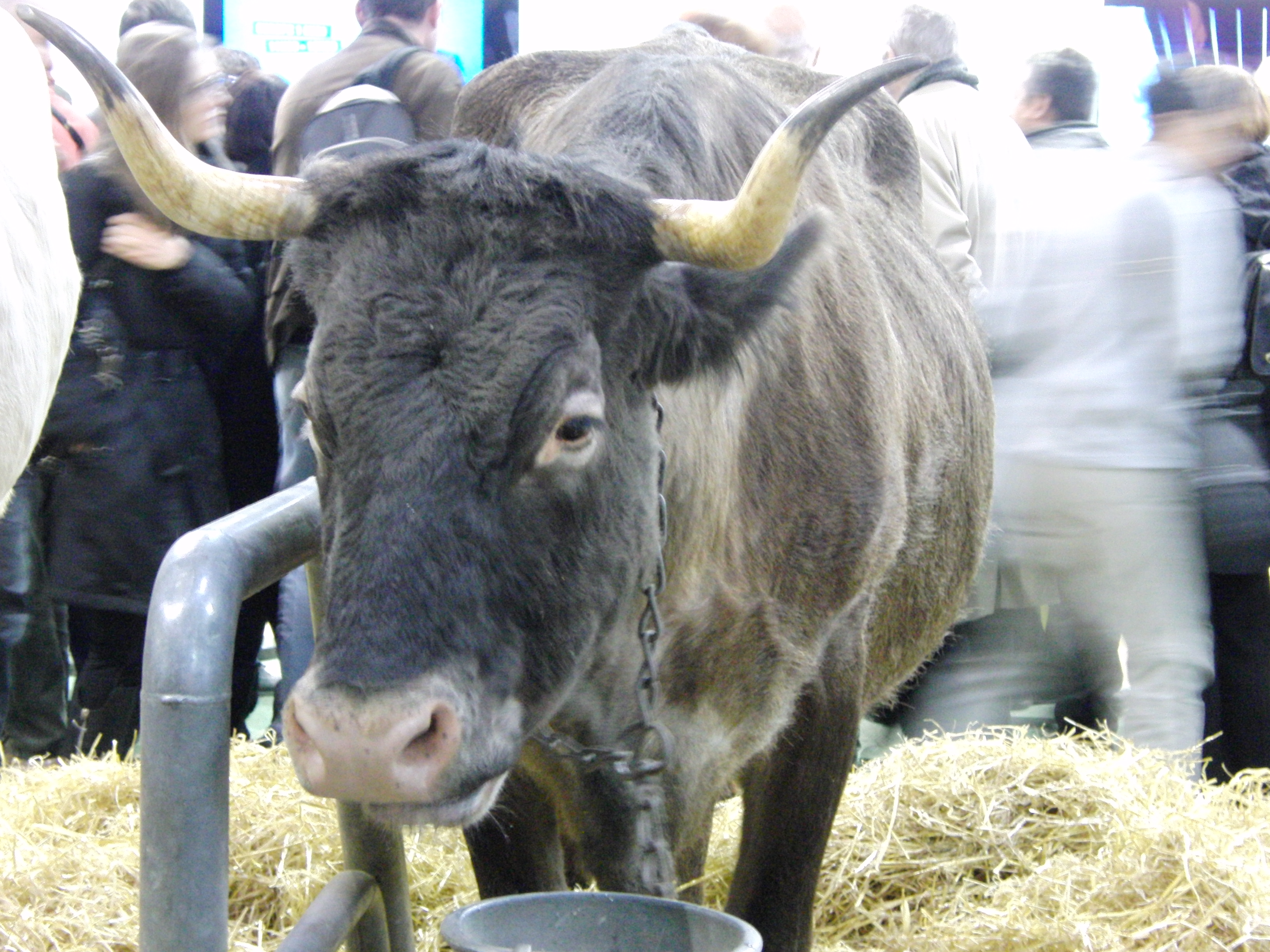
Vache Aure-et-Saint-Girons au salon de l'agriculture.

### La production laitière
La Saint-Gironnaise laitière fut au XIXe siècle la pourvoyeuse en lait de Toulouse. Il existait à cette époque des exploitations laitières en périphérie des villes ou même en ville, que l'on appelait des « laiteries », qui assuraient une vente directe de lait. Pour cela, elles achetaient des vaches amouillantes (en tout début de lactation) qu'elles ne gardaient que pendant la durée de cette lactation. « La Saint-Gironnaise, habituée à la dure dans sa jeunesse, était appréciée des laitiers urbains non seulement pour la qualité de son lait, mais pour sa sobriété. C'était par excellence la vache des laiteries toulousaines dont les propriétaires venaient en faire l'acquisition aux foires de Tarascon ».
Son lait transformé en fromage a historiquement fourni la tomme de Bethmale au lait cru.

### L'adaptation à un milieu rude
C'est une race rustique et résistante, adaptée aux conditions rudes d'un élevage de montagne en zones difficiles, à un hivernage long et à la transhumance à pied vers les estives de haute montagne. Ses onglons durs en font une bonne marcheuse en milieu rocailleux. Elle a de bonnes facilités de vêlage et ses bonnes qualités laitières lui confèrent de grandes qualités maternelles.

## Conservation

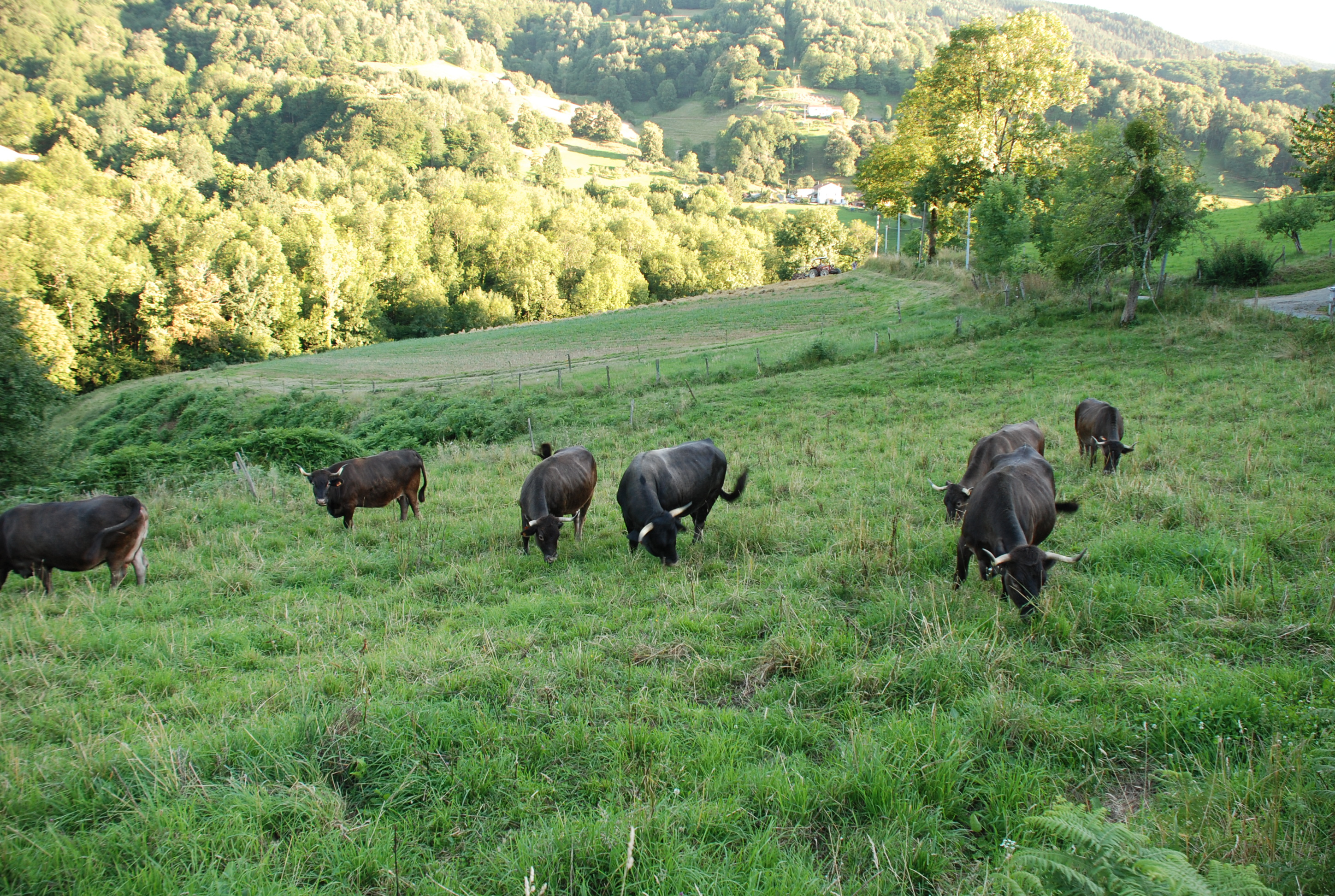
Vaches de race Casta ou Aure-et-Saint-Girons à Erp en Ariège, 17 juillet 2012

Comme pour d'autres races rustiques à très faible effectif, l'intérêt majeur de la Casta est essentiellement culturel et patrimonial, en raison de la forte charge symbolique qui lui est attachée en relation avec le système d'élevage ariégeois d'autrefois. Cet intérêt culturel pour si important qu'il soit ne suffira pas, économiquement, à assurer la sauvegarde de la race dans les élevages traditionnels sans un soutien spécifique apporté en contrepartie.
Les animaux sont valorisés en système allaitant pour la production de broutards ou de veaux de boucherie, bien que quelques vaches soient encore traites, produisant 3 000 kg en moyenne par lactation. Les troupeaux sont de petite taille, chez des éleveurs locaux soucieux de conserver ce patrimoine génétique. Le Conseil régional de Midi-Pyrénées a lancé un plan de conservation de cette race, notamment pour tenter de gérer la consanguinité dans une population très faible : 179 vaches en 2001. 19 taureaux sont disponibles en insémination artificielle en 2006. En 2017, les effectifs se sont accrus autour 320 femelles pour la France entière, estimés à 350 début 2019. 
En 2009 est créée l'Association nationale pour la race Casta dont le siège est au parc naturel régional des Pyrénées ariégeoises.
Elle a été introduite dans la réserve naturelle nationale du Marais de Bruges, près de Bordeaux, où elle entretient l'espace sans être affectée par les conditions de vie en milieu humide.